# Isotopes de l'uranium
L'uranium (U, numéro atomique 92) possède 26 isotopes connus, de nombre de masse variant de 217 à 242. Il possède également sept isomères nucléaires. L'uranium est un élément radioactif naturel et il ne possède donc aucun isotope stable, mais il possède deux isotopes primordiaux (l'uranium 238 et l'uranium 235) qui possèdent une longue demi-vie et sont présents en quantité appréciable dans la croûte terrestre, avec leur produit de désintégration, l'uranium 234.
L'uranium naturel est composé de trois principaux isotopes, l'uranium 238 (99,2739 à 99,2752 % d'abondance naturelle), l'uranium 235 (0,7198 - 0,7202 %) et l'uranium 234 (0,0050 - 0,0059 %).
Sa masse atomique moyenne est de 238,02891(3) u.
Parmi les trois isotopes naturels, le plus abondant et le moins instable est l'uranium 238 avec une demi-vie de 4,4688 Ga (soit proche de l'âge de la Terre). L'uranium 235 a une demi-vie de 0,703 8 Ga, et l'uranium 234 (fils du 238) une demi-vie de 245 000 ans. D'autres isotopes sont produits artificiellement, par exemple l'uranium 232 et l'uranium 236 formés dans les réacteurs à fission ordinaires ou les surgénérateurs. L'uranium 233 est, lui, préparé à partir du thorium 232 par bombardement de neutrons.

## Isotopes notables

### Isotopes naturels
| Isotope | Abondance naturelle |
| ------- | ------------------- |
| 238U    | 99,2739 à 99,2752 % |
| 235U    | 0,7198 à 0,7202 %   |
| 234U    | 0,0050 à 0,0059 %   |

L'uranium 234 (234U) possède une demi-vie de 245 500 années, et constitue une très faible partie de l'uranium naturel. C'est un descendant de l'uranium 238 et il était historiquement appelé Uranium II.
L'uranium 235 (235U) possède une demi-vie de 703,8 millions d'années. Il sert dans les réacteurs nucléaires, pour produire de l'énergie par fission. Il constitue 0,711 % de l'uranium naturel. Il était historiquement appelé actino-uranium.
L'uranium 238 (238U) est le plus commun des isotopes de l'uranium et le plus stable, avec une demi-vie de 4,4688 milliards d'années. Il était historiquement appelé Uranium I.
Quand on le bombarde avec un neutron, il se transforme, au bout de plusieurs étapes, en plutonium 239 :
{\displaystyle \mathrm {^{1}_{0}n+{}_{\ 92}^{238}U\to {}_{\ 92}^{239}U\ {\xrightarrow[{23,45\ min}]{\beta ^{-}\ 1,265\ MeV}}\ _{\ 93}^{239}Np\ {\xrightarrow[{2,3565\ jours}]{\beta ^{-}\ 0,722\ MeV}}\ _{\ 94}^{239}Pu} }
À l'époque du début du fonctionnement des réacteurs naturels d'Oklo il y a 1,95 × 109 ans la teneur en uranium 235 de l'uranium terrestre était de 3,66 % ; à la formation de la Terre elle était de près de 32 %. Au moment de l'explosion de la supernova - supposée unique - ayant produit les matériaux lourds existants sur la Terre et dans le système solaire, il y a 1,65 fois plus d'atomes d'uranium 235 que d'uranium 238 de formés dans l'explosion suivant la modélisation de l'explosion. Ceci correspond à un « enrichissement » en uranium 235 par rapport au total 235U + 238U de : 1,65 / (1 + 1,65) = 62,3 %. L'explosion peut dès lors être datée : il y a 5,366 × 109 ans. L'uranium 238 est un émetteur α, et il se désintègre via les 18 membres de la chaîne de désintégration de l'uranium 238 en plomb 206. La chaîne de désintégration de l'uranium 235 comporte 15 membres et se termine sur le plomb 207. Les taux constants de désintégration de ces séries permet en comparant les ratios d'isotopes parent/fils la datation radiométrique. L'isotope 235U est important, aussi bien pour le nucléaire civil que militaire, car c'est le seul isotope fissile naturel en quantité appréciable. L'isotope 238U est aussi important car il peut absorber des neutrons et former un radioisotope qui se désintègre par la suite en plutonium 239, qui est aussi fissile.

### Autres isotopes

#### Uranium 232
L'uranium 232 (232U) est l'isotope dont le noyau est constitué de 92 protons et de 140 neutrons. Il possède une demi-vie de 68,9 années et est un sous produit du cycle du thorium.

#### Uranium 233
L'uranium 233 (233U) est l'isotope dont le noyau est constitué de 92 protons et de 141 neutrons. Il possède une demi-vie de 159 200 années.

#### Uranium 236
L'uranium 236 (236U) est l'isotope dont le noyau est constitué de 92 protons et de 144 neutrons. Émetteur alpha de la chaîne de désintégration du thorium 4 n + 0. Il possède une demi-vie de 23,42 millions d'années.

#### Uranium 237
L'uranium 237 (237U) est l'isotope dont le noyau est constitué de 92 protons et de 145 neutrons. Il possède une demi-vie de 6,75 jours.

#### Uranium 239
L'uranium 239 (239U) est l'isotope dont le noyau est constitué de 92 protons et de 147 neutrons. Il est habituellement produit en exposant de l'238U à un faisceau de neutrons dans un réacteur nucléaire. 239U a une demi-vie d'environ 23,45 minutes et se désintègre en neptunium 239 par désintégration β−, avec une énergie de désintégration totale d'environ 1,29 MeV. La désintégration gamma la plus commune à 74,660 keV représente la différence d'énergie entre les deux canaux principaux d'émission bêta, à 1,28 et 1,21 MeV.
239Np se désintègre ensuite en plutonium 239, fissile (utilisé en nucléaire civil et militaire).

## Table des isotopes
| Symbole de l'isotope | Z (p)                | N (n)                | Masse isotopique     | Demi-vie                  | Mode(s) de désintégration, | Isotope(s) fils | Spin nucléaire |
| Symbole de l'isotope | Énergie d'excitation | Énergie d'excitation | Énergie d'excitation | Demi-vie                  | Mode(s) de désintégration, | Isotope(s) fils | Spin nucléaire |
| -------------------- | -------------------- | -------------------- | -------------------- | ------------------------- | -------------------------- | --------------- | -------------- |
| 217U                 | 92                   | 125                  | 217,02437(9)         | 26(14) ms [16(+21-6) ms]  |                            |                 | 1/2-#          |
| 218U                 | 92                   | 126                  | 218,02354(3)         | 6(5) ms                   | α                          | 214Th           | 0+             |
| 219U                 | 92                   | 127                  | 219,02492(6)         | 55(25) ms [42(+34-13) ms] | α                          | 215Th           | 9/2+#          |
| 220U                 | 92                   | 128                  | 220,02472(22)#       | 60# ns                    | α                          | 216Th           | 0+             |
| 220U                 | 92                   | 128                  | 220,02472(22)#       | 60# ns                    | β+ (rare)                  | 220Pa           | 0+             |
| 221U                 | 92                   | 129                  | 221,02640(11)#       | 700# ns                   | α                          | 217Th           | 9/2+#          |
| 221U                 | 92                   | 129                  | 221,02640(11)#       | 700# ns                   | β+ (rare)                  | 221Pa           | 9/2+#          |
| 222U                 | 92                   | 130                  | 222,02609(11)#       | 1,4(7) us [1,0(+10-4) us] | α                          | 218Th           | 0+             |
| 222U                 | 92                   | 130                  | 222,02609(11)#       | 1,4(7) us [1,0(+10-4) us] | β+ (10−6 %)                | 222Pa           | 0+             |
| 223U                 | 92                   | 131                  | 223,02774(8)         | 21(8) us [18(+10-5) us]   | α                          | 219Th           | 7/2+#          |
| 224U                 | 92                   | 132                  | 224,027605(27)       | 940(270) us               | α                          | 220Th           | 0+             |
| 225U                 | 92                   | 133                  | 225,02939#           | 61(4) ms                  | α                          | 221Th           | (5/2+)#        |
| 226U                 | 92                   | 134                  | 226,029339(14)       | 269(6) ms                 | α                          | 222Th           | 0+             |
| 227U                 | 92                   | 135                  | 227,031156(18)       | 1,1(1) min                | α                          | 223Th           | (3/2+)         |
| 227U                 | 92                   | 135                  | 227,031156(18)       | 1,1(1) min                | β+ (0,001 %)               | 227Pa           | (3/2+)         |
| 228U                 | 92                   | 136                  | 228,031374(16)       | 9,1(2) min                | α (95 %)                   | 224Th           | 0+             |
| 228U                 | 92                   | 136                  | 228,031374(16)       | 9,1(2) min                | CE (5 %)                   | 228Pa           | 0+             |
| 229U                 | 92                   | 137                  | 229,033506(6)        | 58(3) min                 | β+ (80 %)                  | 229Pa           | (3/2+)         |
| 229U                 | 92                   | 137                  | 229,033506(6)        | 58(3) min                 | α (20 %)                   | 225Th           | (3/2+)         |
| 230U                 | 92                   | 138                  | 230,033940(5)        | 20,8 j                    | α                          | 226Th           | 0+             |
| 230U                 | 92                   | 138                  | 230,033940(5)        | 20,8 j                    | FS (1,4 × 10−10 %)         | (divers)        | 0+             |
| 230U                 | 92                   | 138                  | 230,033940(5)        | 20,8 j                    | β+β+ (rare)                | 230Th           | 0+             |
| 231U                 | 92                   | 139                  | 231,036294(3)        | 4,2(1) j                  | CE                         | 231Pa           | (5/2)(+#)      |
| 231U                 | 92                   | 139                  | 231,036294(3)        | 4,2(1) j                  | α (0,004 %)                | 227Th           | (5/2)(+#)      |
| 232U                 | 92                   | 140                  | 232,0371562(24)      | 68,9(4) a                 | α                          | 228Th           | 0+             |
| 232U                 | 92                   | 140                  | 232,0371562(24)      | 68,9(4) a                 | DC (8,9 × 10−10 %)         | 208Pb 24Ne      | 0+             |
| 232U                 | 92                   | 140                  | 232,0371562(24)      | 68,9(4) a                 | DC (5 × 10−12 %)           | 204Hg 28Mg      | 0+             |
| 232U                 | 92                   | 140                  | 232,0371562(24)      | 68,9(4) a                 | FS (10−12 %)               | (divers)        | 0+             |
| 233U                 | 92                   | 141                  | 233,0396352(29)      | 1,592(2) × 105 a          | α                          | 229Th           | 5/2+           |
| 233U                 | 92                   | 141                  | 233,0396352(29)      | 1,592(2) × 105 a          | FS(6 × 10−9 %)             | (divers)        | 5/2+           |
| 233U                 | 92                   | 141                  | 233,0396352(29)      | 1,592(2) × 105 a          | DC (7,2 × 10−11 %)         | 209Pb 24Ne      | 5/2+           |
| 233U                 | 92                   | 141                  | 233,0396352(29)      | 1,592(2) × 105 a          | DC (1,3 × 10−13 %)         | 205Hg 28Mg      | 5/2+           |
| 234U,                | 92                   | 142                  | 234,0409521(20)      | 2,455(6) × 105 a          | α                          | 230Th           | 0+             |
| 234U,                | 92                   | 142                  | 234,0409521(20)      | 2,455(6) × 105 a          | FS (1,73 × 10−9 %)         | (divers)        | 0+             |
| 234U,                | 92                   | 142                  | 234,0409521(20)      | 2,455(6) × 105 a          | DC (1,4 × 10−11 %)         | 206Hg 28Mg      | 0+             |
| 234U,                | 92                   | 142                  | 234,0409521(20)      | 2,455(6) × 105 a          | DC (9 × 10−12 %)           | 184Hf 26Ne 24Ne | 0+             |
| 234mU                | 1421,32(10) keV      | 1421,32(10) keV      | 1421,32(10) keV      | 33,5(20) ms               |                            |                 | 6-             |
| 235U,                | 92                   | 143                  | 235,0439299(20)      | 7,04(1) × 108 a           | α                          | 231Th           | 7/2-           |
| 235U,                | 92                   | 143                  | 235,0439299(20)      | 7,04(1) × 108 a           | FS (7 × 10−9 %)            | (divers)        | 7/2-           |
| 235U,                | 92                   | 143                  | 235,0439299(20)      | 7,04(1) × 108 a           | DC (8 × 10−10 %)           | 186Hf 25Ne 24Ne | 7/2-           |
| 235mU                | 0,0765(4) keV        | 0,0765(4) keV        | 0,0765(4) keV        | ~26 min                   | TI                         | 235U            | 1/2+           |
| 236U                 | 92                   | 144                  | 236,045568(2)        | 2,342(3) × 107 a          | α                          | 232Th           | 0+             |
| 236U                 | 92                   | 144                  | 236,045568(2)        | 2,342(3) × 107 a          | FS (9,6 × 10−8 %)          | (divers)        | 0+             |
| 236m1U               | 1052,89(19) keV      | 1052,89(19) keV      | 1052,89(19) keV      | 100(4) ns                 |                            |                 | (4)-           |
| 236m2U               | 2750(10) keV         | 2750(10) keV         | 2750(10) keV         | 120(2) ns                 |                            |                 | (0+)           |
| 237U                 | 92                   | 145                  | 237,0487302(20)      | 6,75(1) j                 | β-                         | 237Np           | 1/2+           |
| 238U,                | 92                   | 146                  | 238,0507882(20)      | 4,468(3) × 109 a          | α                          | 234Th           | 0+             |
| 238U,                | 92                   | 146                  | 238,0507882(20)      | 4,468(3) × 109 a          | FS (5,45 × 10−5 %)         | (divers)        | 0+             |
| 238U,                | 92                   | 146                  | 238,0507882(20)      | 4,468(3) × 109 a          | β-β- (2,19 × 10−10 %)      | 238Pu           | 0+             |
| 238mU                | 2557,9(5) keV        | 2557,9(5) keV        | 2557,9(5) keV        | 280(6) ns                 |                            |                 | 0+             |
| 239U                 | 92                   | 147                  | 239,0542933(21)      | 23,45(2) min              | β-                         | 239Np           | 5/2+           |
| 239m1U               | 20(20)# keV          | 20(20)# keV          | 20(20)# keV          | >250 ns                   |                            |                 | (5/2+)         |
| 239m2U               | 133,7990(10) keV     | 133,7990(10) keV     | 133,7990(10) keV     | 780(40) ns                |                            |                 | 1/2+           |
| 240U                 | 92                   | 148                  | 240,056592(6)        | 14,1(1) h                 | β-                         | 240Np           | 0+             |
| 240U                 | 92                   | 148                  | 240,056592(6)        | 14,1(1) h                 | α (10−10 %)                | 236Th           | 0+             |
| 241U                 | 92                   | 149                  | 241,06033(32)#       | 5# min                    | β-                         | 241Np           | 7/2+#          |
| 242U                 | 92                   | 150                  | 242,06293(22)#       | 16,8(5) min               | β-                         | 242Np           |                |

### Constante de désintégration (λ)
La constante de désintégration des atomes, sert à calculer le temps que prendra un atome ou un groupe d'atomes pour se désintégrer. Elle est notée λ (la lettre grecque lambda) et est donnée par l'équation suivante : N(t) = N * exp(-λt), où N est le nombre initial d'atomes radioactifs et exp(-λt) est l'exponentielle décroissante de λt. On peut calculer λ en effectuant l'opération suivante :
λ = Ln(2) / t1/2  où Ln(2) est le logarithme népérien de 2, et t1/2 la demi-vie de l'atome
Par exemple, avec l'uranium 237,  λ = Ln(2) / 6,75 jours = Ln(2) / (6,75/365,25) année = 37,5069641 années-1
Si on avait, par exemple, 100 g d'uranium 237, et que l'on cherche combien il y en aura dans 1 an, on fait l'opération suivante :
N(1 an) = 100 g * exp(-37,506941*1) = 5,14E-15 g, soit une quasi-disparition de l'uranium 237.

### Remarques
- L'évaluation de la composition isotopique est valable pour la plupart des échantillons commerciaux, mais pas tous.
- La précision de l'abondance isotopique et de la masse atomique est limitée par des variations. Les échelles de variations données sont normalement valables pour tout matériel terrestre normal.
- Des matériaux disponibles dans le commerce peuvent avoir été soumis à un fractionnement isotopique involontaire ou non indiqué. Il est possible d'avoir des écarts importants entre la masse et la composition données.
- Il existe des échantillons géologiques exceptionnels dont la composition isotopique est en dehors de l'échelle donnée. L'incertitude sur la masse atomique de tels spécimens peut excéder les valeurs données.
- Les valeurs marquées # ne sont pas purement dérivées des données expérimentales, mais aussi au moins en partie à partir des tendances systématiques. Les spins avec des arguments d'affectation faibles sont entre parenthèses.
- Les incertitudes sont données de façon concise entre parenthèses après la décimale correspondante. Les valeurs d'incertitude dénotent un écart-type, à l'exception de la composition isotopique et de la masse atomique standard de l'IUPAC qui utilisent des incertitudes élargies.